# Giulio Lasso

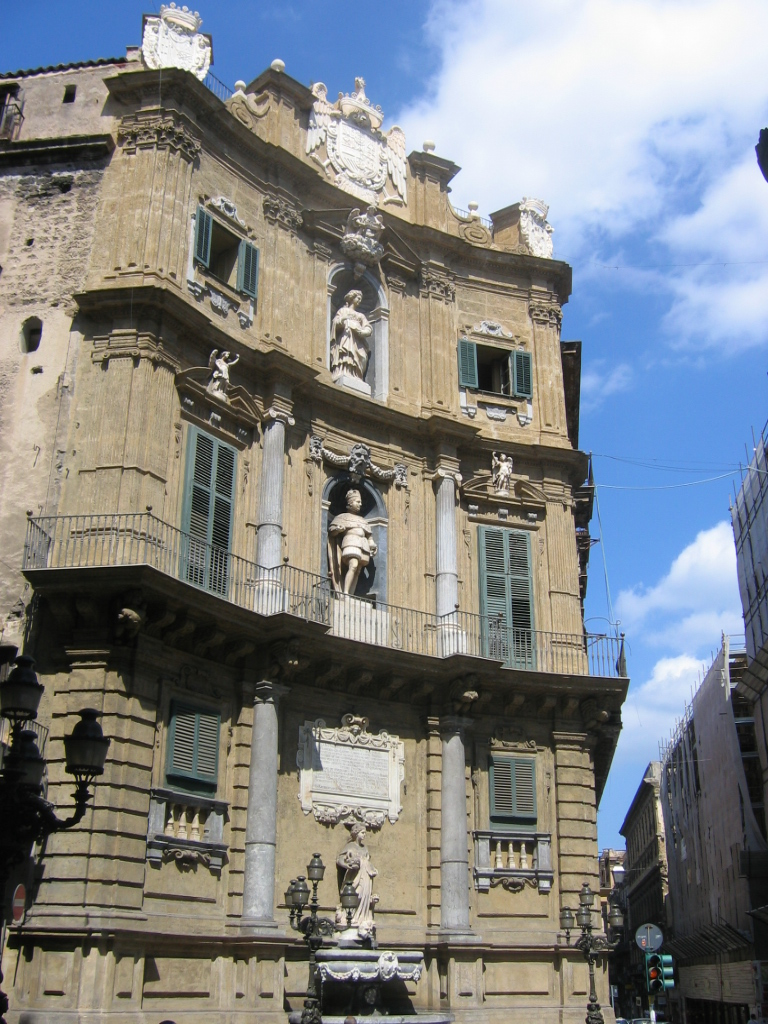
Barroc sicilià: Quattro Canti, Palerm construït cap a 1610.

Giulio Lasso († 1617), arquitecte italià natural de Florència, conegut pels seus treballs a Palerm, Sicília.
Va ser el projectista de Quattro Canti en el centre de Palerm. Aquesta plaça octogonal, que actualment és un encreuament de carrers, és un dels primers exemples d'estil barroc sicilià, i també una mostra primerenca de planificació urbana.
Quattro Canti, oficialment coneguda com a Piazza Vigliena, va ser erigida per ordre del Virrei de Sicília Duc de Maqueda entre 1608 i 1620, a l'encreuament dels dos principals carrers de Palerm, la via Maqueda i el Corso Vittorio Emanuelle. La plaça presenta quatre costats formats pels carrers, i els altres materialitzats en quatre edificis barrocs de façanes idèntiques, que inclouen cada una, una font i tres estàtues. Aquestes últimes, disposades en successius nivells, representen les quatre estacions, els quatre reis espanyols de Sicília, i les quatre patrones de Palerm, Cristina, Olivia, Nimfa i Àgata.
La façana sobre cada cantonada és còncava, i s'eleva quatre pisos. Les fonts assoleixen el nivell del segon pis, i els pisos tercer i quart contenen les estàtues als seus nínxols. En el seu temps, la plaça va ser un dels primers grans exemples de planejament urbà d'una ciutat europea.
Lasso no va sobreviure per veure el seu projecte acabat, va ser completat sota la supervisió de Marià Smiriglio, que va ser a més a més l'arquitecte del Senat de Palerm.